# Josef Thanner
Josef Thanner (* 23. Januar 1862 in Ternberg, Oberösterreich; † 12. November 1926 in Aschach an der Steyr, Oberösterreich) war ein österreichischer Politiker der Großdeutschen Volkspartei (GdP).

## Ausbildung und Beruf
Nach dem Besuch der Volksschule wurde er Gutsbesitzer.

## Politische Mandate
- 4. März 1919 bis 9. November 1920: Mitglied der Konstituierenden Nationalversammlung, GdP